# Nakskov
Nakskov er Lollands største by og tidligere købstad, med 12.200 indbyggere  (2025) beliggende i bunden af Nakskov Fjord på vestkysten af øen i Lolland Kommune, Region Sjælland. Den var tidligere en betydelig skibsværftsby i Danmark, hvor den verdenskendte søtransportvirksomhed ØK (Østasiatisk Kompagni) stiftedes af nakskovitten H.N. Andersen i slutningen af 1800-tallet. Nakskov er en industriby med havregrynsfabrikken OTA (det nuværende Nakskov Mill Foods) og Nakskov Sukkerfabrik som de helt store virksomheder ved siden af søfartshandelen. De historiske virksomheder er suppleret med moderne højteknologiske virksomheder som Ortofon, Alfa Laval og MHI Vestas Offshore Vind som understøtter byen som en grøn industriby. Traditionelt har Lolland-Falster, grundet de gunstige forhold for dyrkning af sukkerroer, været Danmarks største sukkerproduktionsområde; i dag fremvist på Danmarks Sukkermuseum i byen.
Trods byens industrialisering har Nakskov bevaret en del gamle bygninger i bybilledet, bl.a. bindingsværkshuse, pakhuse og købmandsgårde samt flere små gader og stræder, der giver købstaden et middelalderagtigt udseende. Blandt de mest markante bygninger er byens største kirke, Sankt Nikolai Kirke, opført i begyndelsen af 1200-tallet, den gamle kornlade Dronningens Pakhus fra år 1600, købmandsgården Theisens Gård fra 1786 og Det Gamle Apotek opført i 1645 med en tilbygget barokfacade fra 1777. Her holder Nakskov Turistbureau til i dag. I første halvdel af 1900-tallet har arkitekten Einar Ørnsholt sat sig præg på byen med mere end 60 meget varierede bygninger. Nakskov har desuden flere museer, der beskæftiger sig med byens og øens historie.
Nakskov er i dag en moderne handelsby beliggende nær primærrute 9 og Tårs Færgehavn, hvorfra der er færgeforbindelse til Langeland. Fra centrum er der godt 11 kilometer til Søllested, 27 til Maribo, godt 30 til Rødbyhavn, 55 til Nykøbing Falster og 160 kilometer til København. Byen fungerer som service- og handelscenter for oplandet.

## Etymologi
Navnet Nakskov stammer fra den tid hvor hele området 'Nakken' (Nakskov centrum i dag) var dækket af skov, altså "skoven på Nakken" eller "Nakkeskoven".

## Historie

### Middelalderen
Nakskov nævnes som købstad i Kong Valdemars Jordebog ("Nacascogh", senere Nagschouf og Naschov). I 1242 sluttedes i Nakskov et forlig mellem Erik Plovpenning og ærkebiskop Torkil af Reval, og 1266 var Erik Klipping i Nakskov og skænkede ved sit gavebrev, der er byens første bekendte privilegium, blandt andet den såkaldte "Skov" til den. I 1274 fik den lige privilegier med Næstved, i 1290 og 1293 bekræftede Erik Menved dens privilegier, i 1300 fik den myndighed til at sætte insolvente skyldnere i arrest, "en Tilladelse, som Byen lige til vore Dage meget jævnlig har benyttet", 1320 bekræftede Christoffer II, i 1386 kong Oluf og i 1404 Erik af Pommern Privilegierne, i 1445 fik den ret til sejlads, "saa at Bønder og andre derfra skulle være udelukkede", først 1539 fritoges de af Nakskovs indbyggere, som var fødte på Kronens gods, for stavnsbinding. En møntskat fra omkring år 1400 fundet på Gåsetorvet i 1959 vidner om anseelig handel og rigdom i byen i middelalderen.
I 1513 bekræftede Christian II dens privilegier. At Nakskov i middelalderen og i renæssancen har været en ret betydelig by, kan ses af, at den i dokumenter fra det 15. og 16. århundrede, blandt andet ved skatteansættelse, nævnes som den største på Lolland-Falster og stilles lige med landets store købstæder. Den forskånedes ikke for byernes sædvanlige plage: ved en brand i 1420 gik den største del af byen op i luer, og 1528 fritoges de af indbyggerne, der havde lidt ved en brand, for kongelig tynge og byskat i 3 år; også pesten hjemsøgte den alvorligt, særlig 1629. Krigen var dog den værste plage. I 1510 blev den plyndret og brændt af lübeckerne; rigsadmiral Henrik Krummedige kom vel for sent byen til undsætning, men tilføjede dog de tyske et føleligt nederlag ved Nakskov i august. Lübeckernes overfald gav vistnok stødet til byens befæstelse, da Engelsborg, som kong Hans kort forinden havde anlagt på Slotø, ikke havde vist sig i stand til at forsvare byen. I alt fald har den været befæstet 1525, i hvilket år rigsrådet anbefalede, at befæstningen nedlægges.
Som mange andre byer havde også Nakskov i middelalderen et helligåndshus, vistnok grundlagt i 14. århundrede. Ved branden i 1420 blev det lagt i aske, men snart efter genopført; 1441 indgav rådmand Henrik Danielsen og hustru sig i hospitalet og skænkede til "den Hilghens Kapel" alt deres gods. Oprindelig var det et sygehus, hvori plejen vel udførtes af en art gejstligt broderskab, men mellem 1474 og 1493 synes det at være blevet forvandlet til et kloster, om det end ikke nævnes 1516 blandt de danske helligåndsklostere, der var hospitalsklosteret i Rom underlagte. I tidens løb havde helligåndsklosteret erhvervet sig en del jordegods: 1493 skænkede Fru Inger Torbensdatter Bille det nogle jorder i bymarken, en gård i Krogsbølle (Krukholm) m.m.; 1495 fik det af væbneren Matthis Godov en gård i Højreby, 1524 af Knud Gøye til Kjærstrup nogle ejendomme i Vestenskov, Horslunde og Løgtofte Sogne (mod at optage ham i broderskabet og "gøre ham delagtig i alle de gode Gerninger, som gøres i den Helligaands Klostre, over hele Kristenheden") og 1525 en gård i Fæbæk på Langeland. Efter reformationen bestod det endnu en tid som syge- og fattighus; 1539 blev en præst Hr. Henrik beskikket til dets forstander mod blandt andet at underholde 6 lemmer. Hvornår det blev nedlagt, vides ikke; i begyndelsen af det 17. århundrede synes det at være brugt til tøjhus. Klosterkirken skal være nedbrudt i 1689. Kirkegården blev dog endnu i slutningen af det 18. århundrede brugt og mulig senere som begravelsesplads for fattige.
Krogsbølle Kirke som blev nedrevet i 1539, var kirke i den lille landsby Krogsbølle beliggende nord for Nakskov by. Tomten fra kirken kan i dag anes på byens planteskoles grund på Løjtoftevej. Byggematerialerne blev senere brugt til Nakskov fæstning. Landsbyen som eksisterede som selvstændig bebyggelse og sogn indtil 1577, lå dér hvor parken Svinglen ligger i dag samt ud til Løjtoftevej ved Svingelsmosen.

### Renæssancen
Efter Grevens Fejde forbedredes værkerne, idet det ved kongeligt brev af 30. juli 1539 blev tilladt byens borgere at befæste den med volde, mure, grave og andre befæstninger, "at de kunde holde den for Vold mod vore og Rigets Fjender, naar Behov gøres". Man ved, at der i 1547 arbejdedes på denne befæstning, og 1551 fik Peder Oxe befaling til at lade nedbryde Nysted Kloster og benytte materialet til et slot, som kongen agtede at bygge her; ligeledes fik bønderne på Lolland-Falster befaling til at tage del i arbejdet. Under Christian IV blev fæstningsgravene forbedrede 1629; 28. juli 1653 fik borgerskabet kongebrev om at reparere fæstningen. Befæstningen begyndte ved stranden ud for Kongens Toftegade og gik i en halvbue nord om byen for at ende ved dæmningen over til færgeland, hvilket sidste i øvrigt også var inddraget i befæstningen; den nordlige og nord-østlige del af den indre vold kaldtes "Højekat". Ved enden af Vejle-, Tile- og Søndergade var der murede porte. Byens blomstringsperiode faldt i 1. halvdel af det 17. århundrede, da Arent Berntsen i "Danmarckis oc Norgis Fructbar Herlighed" fra 1656 kunne skrive: "Byens formuende Borgerskab vedligeholder en stor Handel tilsøes, og udi deres egne Skibe en mærkelig stor Parti af Landsens gode Varer udfører til vidt fraliggende Steder: Spanien, England, Holland, Tyskland, Norge osv.".
I 1658 hærgede krigen mellem Danmark og Sverige. Svenske tropper gik over isen fra Langeland og erobrede Nakskov uden store problemer. Mange danskere hånede nakskovitterne fordi de uden kamp overlod byen til svenskerne, men de fremmede tropper drog samme år hurtigt videre mod København. Året efter vendte de imidlertid tilbage.
Karl X Gustav havde besvær med København og ville nu kaste sig over hovedstadens kornkammer – "Smålandene" – som man kaldte Lolland-Falster. Kongen gjorde landgang ved Guldborg og drog herefter på ny imod Nakskov. Denne gang havde nakskovitterne dog ikke til sinds at overgive deres by uden kamp, så Oberst Kørber (forsvarsleder for Nakskov) afslog, da svenskerne endnu engang forsøgte at overtale borgerne til at lade byen falde uden sværdslag. Kongens tropper begyndte derfor at forberede et angreb på Nakskovs fæstning.
Svenskerne startede med et artilleriangreb, der dog ikke gjorde nævneværdig skade på byen, idet de fleste kugler ramte enten lige uden for volden eller ned i havnen. Én faldt dog ned i Sankt Nikolai Kirke og ligger der stadig. Da artilleri-ilden ikke virkede, forsøgte svenskerne anført af Wrangel (en fremtrædende feltherre på det tidspunkt) at storme Nakskov – dog uden held. De svenske tropper blev trængt tilbage med store tab. Svenskerne prøvede atter med artilleriet og atter med nye fremstød, men den ca. 2.000 mand store garnison af soldater og almindelige borgere afviste gang på gang angrebene fra den professionelle svenske hær.
Kongen blev mismodig og overflyttede Wrangel til forsvaret af Fyn og indsatte i stedet den senere så legendariske Magnus Stenbock. Under ham begyndte svenskerne at lave nålestiksangreb der havde til hensigt at finde fæstningens svageste punkt, og det fandt han ved Nybro. Svenskerne begyndte at lave løbegrave som nakskovitterne i første omgang oversvømmede, men tropperne gav ikke op og anlagde nye. Da de stod færdige, angreb Stenbock og selvom borgerne forsvarede sig hårdnakket, brød de svenske tropper igennem i midten af juli 1659, og Nakskov kapitulerede efter 2½ måneds belejring. Havde Nakskov fået krudt til fæstningens kanoner i tide og fået samme hjælp i form af nederlandske marinefolk som København fik, kunne udfaldet have været anderledes; det er dog en helt anden historie.
Med svenskekrigen gjordes ende på Nakskovs velstand. De svenske tropper kom til Nakskov 7. februar 1658, og kommandanten, François Edmondt, der troede, at hele den svenske hær var ved at nærme sig, overgav byen, en skamplet, som tilfulde blev afvasket året efter, da Nakskov med en ringe garnison, hvoraf en del var borgere og bønder, håndværkssvende, tjenestekarle osv., udholdt et bombardement og en belejring af et korps på 12 regimenter i en tid af 11 uger 1. maj—15. juli. Først da overgav byen sig, dog således at garnisonen skulle bortdrage med klingende spil, og borgernes liv og gods være ukrænket, hvilket sidste dog kun dårligt blev overholdt. Nakskovs kommandant var Joachim Korber; under ham stod oberstløjtnant David Bernbach, der faldt i et udfald 9. juni; af indbyggerne udmærkede sig blandt andre sognepræsten Laur. Mortensen Widsted, borgmester Niels Nielsen og borgernes ene anfører, skomager Diderich v. Essen. Byen havde lidt voldsomt under belejringen, og ved den brandskat på 22.000 rigsdaler, der efter indtagelsen pålagdes den (1658 havde den måttet betale 20.000 rigsdaler), og udgifterne til den svenske besætnings forplejning blev byen så at sige ødelagt. Mange forlod byen, og endnu 1662 stod den så øde og forladt, at borgerne måtte patruljere om natten på gaderne for at forhindre, at man nedbrød de forladte huse eller bortstjal døre og andet. I 1657 beløb byens skattetakst sig til 3.040 lødige mark, i 1664 kun til 650.
Efter Svenskekrigene blev byen tvunget til at betale store summer til Sverige, og da Marstal samtidig begyndte at udkonkurrere byen inden for søhandel, gik det stærkt tilbage for Nakskov; antallet af skibe faldt fra 50 til 18.

### Under enevælden
Formodentlig som en belønning gav Frederik III byen 1662 privilegium på, at de domme, der faldt på bytinget, kun skulle påkendes af dens borgmester og råd og af dem appelleres til kongen og højesteret (en forret, den dog atter mistede i 1683). I 1667 fik den som godtgørelse for den i krigen lidte skade frihed i 8 år for alle tynger og skatter og frihed for halvdelen i de næste 16 år, og samme år fik den stapelret, så at den blev oplagssted for hele Lolland, en rettighed, som den dog vist allerede nogle år efter mistede. På Christian Vs tid ophørte den at være fæstning, 1689 inddroges garnisonen, og 1705 skænkede Frederik IV voldene til borgerne. Lettelserne, der gaves byen 1667, har utvivlsomt ophjulpet den: i 1672 havde den 1.920 indbyggere, og skibsfarten forøgedes betydelig. Men efter midten af 18. århundrede gik den atter stærkt tilbage, navnlig fordi flækken Marstals indbyggere efterhånden vidste at skaffe sig fragtfarten på Nakskov. I 1769 havde den kun 1.284 indbyggere, og i 1774 siges, at "Byens fornemste Fordel har forhen bestaaet i Handelen, da den tilforn havde 50 Fartøjer, men nu ikkun 18".
Efter flere århundreders tilbagegang oplevede byen bedre tider i 1800-tallet, ikke mindst da Nakskov Havn blev uddybet og et træskibsværft etableret i 1826. Som trafikalt omdrejningspunkt for det rige landbrug på Vestlolland var Nakskov i kraft af sin havn en fremgangsrig by med en mangefacetteret erhvervsstruktur indtil udviklingen af landtrafikken fremkaldte en mere specialiseret arbejdsdeling mellem landets dele.
Nakskov havde en latinskole, der dog kun var lille (1 rektor, 2 hørere og 4 klasser); den ophævedes 1838. Niels Hemmingsen har en tid gået i skolen.
Nakskov havde en borgervæbning, der ophævedes 1853.

### Den tidlige industrialisering
Nakskovs befolkning var stigende i slutningen af 1800-tallet og i begyndelsen af 1900-tallet: 2.955 i 1850, 3.375 i 1855, 3.687 i 1860, 4.033 i 1870, 5.278 i 1880, 6.722 i 1890, 8.310 i 1901, 8.424 i 1906 og 9.480 i 1911.
Af fabrikker og industrielle anlæg havde byen i 1856: 1 bogtrykkeri, 1 skibsbyggeri, 2 bomuldsvæverier, 4 farverier, 1 stampeværk og klædefabrik, 3 garverier, 1 lysestøberi, 1 spillekort- og tapetfabrik, 1 tobakfabrik, 1 dampmølle, 1 jernstøberi og maskinfabrik, 3 kalkbrænderier, 4 ølbryggerier, 2 brændevinsbrænderier. Af fabrikker og industrielle anlæg havde byen i 1873: 2 bogtrykkerier, 1 skibsbyggeri, 3 farverier forbundne med stampeværk og klædefabrik, 2 garverier, 1 talg-lysestøberi, 2 tobaksfabrikker, 2 damp-melmøller, 4 vejrmøller, 2 jernstøberier og maskinfabrikker, 3 kalkbrænderier, 5 ølbryggerier, flere maltgørerier. Af fabrikker og industrielle anlæg havde byen omkring århundredeskiftet 3 jernstøberier og maskinfabrikker, af hvilke det ene: aktieselskab Tuxen & Hammerich (før fabrikken "Godthaab") beskæftigede omtrent 250 arbejdere og især fabrikerer gas- og kølemaskiner, 1 sukkerfabrik med 6 saftstationer i Majbølle, Græshave, Stokkemarke, Vesterborg, Horslunde og Nakskov, som tilsammen i kampagnen beskæftigede omtrent 450 mand og 40 kvinder og producerede 22 mio. pund sukker årligt og samtidig i kampagnen 1898 afsatte 15 mio. pund mellassefoder; 1 pneumatisk maltfabrik, 2 garverier, 1 vognfabrik, 1 teglværk, 3 kalkværker; 2 uldspinderier, 2 damp-melmøller, 2 ølbryggerier, 1 eksportslagteri, 2 kaffebrænderier, 2 tobaksfabrikker, 3 bogtrykkerier.
I Nakskov blev ved århundredeskiftet udgivet tre aviser: Vestlollands Avis (tidligere Nakskov Avis), Nakskov Tidende og Nakskov Folkeblad.
I det 18. århundrede havde havnen kun ringe dybde, og indløbet gennem fjorden var så dårligt, at lidt større skibe måtte losse og lade ¼ mil fra byen; i slutningen af det 18. århundrede begyndte man at opmudre havnen, men først 1847—-50 toges der alvorligt fat på at udvide indløbet, så at det fik en dybde af 13 fod; 1875—76 uddybedes indløbet og havnen indtil 14 fod, og samtidig sattes 1.010 alen nyt bolværk, hvorved der indvandtes et betydeligt areal havneplads, hvorpå der er opført bygninger som toldboden, dampskibspakhus, ventepavillon, kvægstald, vejerbod m.m. Samtidig med uddybningen dannedes der en smal, omtrent 450 alen lang privat havn op til Marienlyst Dampmølle med jorddæmning og mole på den ene og bolværk på den anden Side.
Befolkningens næringsmæssige sammensætning var i 1890: 593 levede af immateriel virksomhed, 3.076 af håndværk og industri, 1.359 af handel og omsætning, 295 af søfart, 96 var fiskere, 244 af jordbrug, 46 af gartneri, 687 af andre erhverv, 243 af deres midler, 79 nød almisse og 4 sad i fængsel. Ifølge en opgørelse i 1906 var indbyggertallet 8.424, heraf ernærede 499 sig ved immateriel virksomhed, 257 ved landbrug, skovbrug og mejeridrift, 119 ved fiskeri, 4.120 ved håndværk og industri, 1.821 ved handel med mere, 978 ved samfærdsel, 374 var aftægtsfolk, 206 levede af offentlig understøttelse og 50 af anden eller uangiven virksomhed.
En jernbaneforbindelse til Nykøbing Falster og Maribo blev skabt i 1874 og fra Falster til Sjælland og dermed København over Storstrømsbroen i 1937 . Der kom efterhånden flere store fabrikker til byen, blandt andre Sukkerfabrikken i 1882, og i 1916 byggedes Nakskov Skibsværft. Dette stålskibsværft var byens livsnerve og ubetinget største arbejdsplads gennem de næste 70 år og skabte grobunden for provinsens største arbejderbevægelse.
Redaktøren Sophus Bresemann blev i 1914 udnævnt til Danmarks første socialdemokratiske borgmester og grundlaget var dermed lagt for mange års socialdemokratisk styre i skibsværftsbyen.

### Mellemkrigstiden
I forbindelse med 1930'ernes økonomiske krise i den vestlige verden, blev Nakskov som arbejderby påvirket helt anderledes negativt end de fleste andre byer i landet. 1.-2. maj 1931 oplevede industribyen det tætteste man har været på en revolution i Danmark, nemlig Nakskovaffæren. Arbejdsløse viste deres utilfredshed og havde organiseret sig og stillede konkrete krav til de lokale myndigheder. I en demonstration arrangeret af DKP demonstrerede arbejdsløse og kommunister foran Nakskov Politigård. Det kom til sammenstød med politiet, og enheder fra andre politikredse og bevæbnede soldater blev af den grund medinddraget.
I mellemkrigstiden voksede Nakskovs indbyggertal, men samtidig skete der en vækst i forstæderne Sæby Huse i Halsted Sogn og Svingelsallé i Branderslev Sogn, hvor der bosatte sig en række personer med arbejde i Nakskov.
| År                    | 1921   | 1925   | 1930   | 1935   | 1940   |
| --------------------- | ------ | ------ | ------ | ------ | ------ |
| Nakskov købstad       | 13.729 | 13.817 | 14.742 | 14.522 | 15.096 |
| Sæby Huse             | -      | 92     | 93     | 209    | 295    |
| Svingelsallé          | -      | -      | -      | 20     | 24     |
| Nakskov med forstæder | 13.729 | 13.909 | 14.835 | 14.751 | 15.415 |

Ved folketællingen i 1930 havde Nakskov 14.742 indbyggere, heraf ernærede 833 sig ved immateriel virksomhed, 7.717 ved håndværk og industri, 2.189 ved handel mm, 1.267 ved samfærdsel, 435 ved landbrug, skovbrug og fiskeri, 1.086 ved husgerning, 1.063 var ude af erhverv, og 152 havde ikke oplyst indkomstkilde.
| Næringsveje           | Landbrug m.v. | Håndværk, industri | Handel og omsætning | Transport | Immateriel virksomhed | Hus- gerning | Ude af erhverv | Uangivet | I alt  |
| --------------------- | ------------- | ------------------ | ------------------- | --------- | --------------------- | ------------ | -------------- | -------- | ------ |
| Nakskov købstad       | 435           | 7.717              | 2.189               | 1.267     | 833                   | 1.086        | 1.063          | 152      | 14.742 |
| Sæby Huse             | 52            | 32                 | 0                   | 0         | 0                     | 6            | 2              | 1        | 93     |
| Nakskov med forstæder | 487           | 7.749              | 2.189               | 1.267     | 833                   | 1.092        | 1.065          | 153      | 14.835 |

### Efterkrigstiden
Efter 2. verdenskrig fortsatte Nakskov sin befolkningsvækst. I 1945 boede der 15.506 indbyggere i købstaden, i 1950 16.074 indbyggere, i 1955 16.602 indbyggere, i 1960 16.639 indbyggere og i 1965 16.032 indbyggere. Forstaden Svingelsallé blev indlemmet i købstaden pr. 1. april 1943, men forstaden Sæby Huse fortsatte sin udvikling som forstad, og senere kom forstæderne Sandvådet i Branderslev Kommune og Stensø i Vestenskov Kommune til.
| År                    | 1945   | 1950   | 1955   | 1960   | 1965   |
| --------------------- | ------ | ------ | ------ | ------ | ------ |
| Nakskov købstad       | 15.506 | 16.074 | 16.602 | 16.639 | 16.032 |
| Sæby Huse             | 281    | 260    | 291    | 296    | 304    |
| Sandvådet             | -      | -      | -      | -      | 103    |
| Stensø                | -      | -      | -      | -      | 76     |
| Nakskov med forstæder | 15.787 | 16.334 | 16.893 | 16.935 | 16.302 |

### Moderne tid
Ved strukturreformen i 2007 blev Nakskov Kommune nedlagt, og området kom i stedet ind i den væsentlig større Lolland Kommune. I den forbindelse ophørte byens også som administrativt centrum for kommunen, som i stedet rykkede til Maribo.
I 2015 blev Nakskovs og Lollands problemer sat på spidsen i dokumentarserien På røven i Nakskov om syv familier i Nakskov med sociale og økonomiske problemer, der blev sendt på TV 2 i 2015. Udsendelserne vakte stor opmærksomhed i hele landet og blev efterfølgende udsat for skarp kritik fra bl.a. Lolland Kommune, som opfattede titlen som stigmatiserende. TV-serien gav blandt andet stødet til oprettelsen af den lokale bevægelse Lolland-Falster Lovestorm, der ønskede at tegne et mere positivt billede af landsdelen.
I forbindelse med udflytningen af statslige arbejdspladser i 2018 blev hele institutionen Nota (Nationalbibliotek for mennesker med læsevanskeligheder) med 80 stillinger flyttet til Nakskov.

## Transport og infrastruktur
Primærrute 9 går forbi Nakskov og fra Tårs nordøst for byen afgår færgeruten Spodsbjerg-Tårs til Langeland. Mod øst er primærrute 9 forbundet med Sydmotorvejen ved Maribo. Sekundærrute 289 går fra centrum af byen nordpå ud af byen til den nordlige del af Lolland og hele vejen mod øs til Maribo.
Nørrevold og Perlestikkergade følge nogenlunde den gamle vold omkring byen og den centrale del af det moderne Nakskov. Byens store handelsgade er Søndergade, er går fra Axeltorv i vest til Nygade i øst. Torvet har eksisteret siden middelalderen.
Fra Nakskov Station afgår Lollandsbanen til Nykøbing Falster. Tidligere gik Nakskov-Kragenæs Jernbane og Nakskov-Rødby Jernbane også fra denne station. Jernbanen til byen blev grundlagt i 1874, hvor stationen åbnede. Den blev erstattet af en nyere bygning i 1924.
Nakskov Havn bruges til transport til og fra byen og Vestlolland. Der er relativt nyt kajanlæg i forbindelse med industrihavnen, der ligger syd for vandet. På det nordlige stykke langs Havnegade er kajpladser til lysbåde i forskellig størrelse. Vestre kaj, der også er på nordsiden af vandet, er også industrihavn, og længere ude mod vest ved Strandpromenaden er også lystbådehavn. Helt ude mod vest ved Kuddeholm er ligeledes en lystbådehavn i forbindelse med Nakskov Camping.

## Erhverv
Den vigtigste erhvervsgruppe i Nakskov er administration og service, hvor 54 % af byens erhvervsaktive var beskæftiget i 2002.
Nakskov har flere små og mellemstore virksomheder. Navnlig omkring industrihavnen findes en række virksomheder, men også i den østlige udkandt findes et industriområde.
Den danske vindmølleproducent Vestas har haft produktion i Nakskov i den sydvestlige del af industrihavnen, men i 2010 valgte man at fyre 430 medarbejdere og lukke fabrikken. I foråret 2015 valgte virksomheden at genåbne fabrikken, hvilket skabte omkring 100 arbejdspladser. I 2016 genopstartede fabrikken under samarbejdet mellem Mitsubishi Heavy Industries og Vestas (MHI Vestas). 
Nakskov Sukkerfabrik er Nordic Sugars største fabrik til fremstilling af hvidt sukker, og producerer omkring 475.000 tons om året. Fabrikken har ca. 160 medarbejdere og er blandt de største arbejdsgivere i byen.
Lollands Bank, der særligt er en bank for landmænd og erhvervsdrivende, har sit hovedkvarter i byen. I alt har banken lidt over 100 medarbejdere.
Nakskov Camping ligger umiddelbart vest for byen ud til Nakskov fjord. Der findes flere bed and breakfast i byen.

### Nakskov Skibsværft
På Nakskov Skibsværft lod DSB fra 1965-1987 mange af sine færger bygge, bl.a. M/F Asa Thor (1965), M/F Dronning Margrethe II (1973), M/F Prins Henrik (1974), M/F Prins Joachim (1980), M/F Kronprins Frederik (1981), M/F Peder Paars (1985), og M/F Niels Klim (1986). I 1933 byggede Nakskov Værft tillige Skoleskibet Danmark.
Det begyndte imidlertid at gå tilbage for værket i 1980'erne, og i 1987 måtte værftet lukke. Lukningen medførte en stor arbejdsløshed i området. I slutningen af 1990'erne blev der etableret en omfattende produktion af vindmøller på skibsværftets tidligere areal. Denne produktion stoppede i 2011, men startede op igen i 2016. I de gamle værftsbygninger finder man i dag flere forskellige industrivirksomheder, bl.a. East Metal.  Fra havnekajerne udskibes der store mængder gods og Lolland Kommune, som har investeret i at udvikle erhvervsområdet omkring Nakskov havn ad flere omgange, etablerede i 2020 en ny 350 meter lang havnekaj. 

## Uddannelse
Byen har to folkeskoler, Byskolen og Stormarkskolen, samt to privatskoler. Byskolen blev grundlagt i 1915 og Stormarkskolen i 1925. Herudover er der Nakskov Gymnasium, der tilbyder stx, hf, hhx og htx til sine omkring 300 elever. Hhx- og htx-uddannelsen er udlagt fra CELF (Center for Erhvervsrettede uddannelser Lolland Falster), hvilket vil sige, at Nakskov Gymnasium står for den praktiske udførsel af uddannelserne, så de fire gymnasiale uddannelser færdes i samme miljø. CELF har desuden flere erhvervsrettede ungdomssuddannelser i Nakskov, blandt andet til smed, industritekniker og serviceassistent. Både de fire gymnasiale uddannelser og EUD-uddannelserne fra CELF ligger samlet på Campus Nakskov, der desuden blandt andet rummer Borgerservice, byens bibliotek og teatersal.
VUC Storstrøm har en afdeling i byen, der også ligger på Campus Nakskov. Samme sted kan man uddanne sig til SOSU-hjælper eller tage første del af uddannelsen til SOSU-assistent.
Lolland Musikskole har både orkesterundervisning, soloundervisning og laver undervisning for folkeskoler.

## Kultur

### Seværdigheder
Nakskov har en række museer at fremvise for besøgende. Blandt andet Danmarks Sukkermuseum, som beskriver hele roedyrkningens historie på Lolland. Et andet museum er Nakskov Skibs- og Søfartsmuseum, der ligger i en bygning i Klostergade, der tidligere fungerede som byens bibliotek. Her findes bl.a. en udstilling om Nakskov Skibsværft og udstillinger af skibsmodeller, navigationsudstyr samt skibsuniformer. Den Gamle Smedje beliggende i Tilegade stammer fra 1795 og er et såkaldt "arbejdende museum", hvor lokale smede benytter sig af fortidens arbejdsmetoder. Et museum efter samme koncept er Det Gamle Trykkeri i Jernbanegade. Bygningen i Jernbanegade rummer desuden Historiens Hus Nakskov, der er byens lokalarkiv, der samtidig viser forskellige udstillinger om byens historie, blandt andet om dagligdagen på skibsværftet. Nakskov Brandmuseum har forskellige brandbiler og sprøjteudstyr.

### Arkitektur
Nakskov rummer en del gamle bygninger, særligt omkring Axeltorv, der kan føres tilbage til middelalderen. Flere steder rundt omkring i byen er der rester af Nakskovs fæstning, der blev anlagt i 1500-tallet. Sankt Nikolai Kirke blev grundlagt omkring år 1400, men stod første færdig i midten af 1600-tallet. Dronningens Pakhus stammer fra slutningen af 1500-tallet, og er byens ældste verdslige bygning. Langs Søndergade og ved Axeltorv ligger ifølge Trap Danmark Danmarks bedste samling af toetagers købmandsgårde i bindingsværk fra 1600-tallet. Nakskov Gamle Apoteks ældste del stammer fra 1645, og et nyere forhus blev opført ud mod Axeltorv i 1777. Theisens Gård er en rokokobygning fra slutningen af 1700-tallet. Et andet torv er Gåsetorvet, som også kan føres tilbage til middelalderen.
I 1900-tallet har den lokale arkitekt Einar Ørnsholt i høj grad præget Nakskovs bygninger. Ørnsholt byggede over 60 huse i Nakskov og omegn. Han var meget alsidig og dygtig til at tage forskellige arkitektoniske stilarter og give dem sit eget kvalitetspræg. Hans stil ses blandt andet i byens jernbanestation og tennisklub, i borgerskabets villaer på Svingelsvej, i alment boligbyggeri og endda i transformerstationer. Ørnsholts almene boliger fra 1944 på Ole Kirks Allé er inspireret af de engelske havebyer og blev i 2014 kåret til at være Danmarks smukkeste almene boliger. De har tidligere været truet af nedrivning, men er senere blevet restaureret. Området vandt foran Juulsbjergparken i Vejle på andenpladsen og Søndergård Park i Bagsværd på tredjepladsen.

### Sport
Nakskov Stadion er hjemmestadion for FC Nakskov, byens fodboldhold, og har plads til 5.000 tilskuere, heraf 500 siddepladser. FC Nakskov er en sammenslutning af Boldklubben Velo og Nakskov Boldklub, og i en kort periode fra 2006-2008 eksisterede VB Lolland.
Nakskov Idrætscenter dækker et større område med atletikbaner, tennisbaner og fodboldbaner. Nakskov Svømmecenter ligger ved siden af.
Et lille stykke syd for byen ligger Nakskov Motorcross bane. Her ligger også en skydebane.

## Galleri
- Nakskov afbildet af den svenske konges kartograf. Viser løbegrave fra en af belejringerne (1658/1659) [76].
- Udsigt fra Langø havn i Nakskov Fjord mod Albuen og Langeland mod vest.[77]
- Udsigt til Sankt Nikolai Kirkes tårn
- Mindesten over svenskernes belejring i 1659

### Historiske postkort fra Nakskov ca. 1910
- Nakskov set fra Karbergsminde
- Udsigt over Nakskov fra Karbergsminde
- Nybro
- Sukkerfabrikken set fra Løjtoftevej
- Sukkerfabrikken
- Stubmøllen på Færgelandet
- Axeltorv
- Danagade
- Havnegade
- Havnegade
- Nikolajgade og Bredgade
- Sankt Nikolai Kirke
- Nytorv
- Søndergade
- Søndergade
- Søndergade
- Vejlegade
- Østergade
- Østre Boulevard
- Svingelsmosen
- Svingelsvej
- Svingelen
- Svingelen, Sommerteateret
- Den borgerlige Forenings pavillon i Svingelen
- Skovfogedhuset i Svingelen

## Fodnoter
1. ↑  Indbyggertal efter år:
  - 1921: 12.984[29]
  - 1925: 13.817[29]
  - 1930: 14.742[30]
  - 1935: 14.522[31]
  - 1940: 15.096[32]